# Masarykovo náměstí 93 (Karviná)
Měšťanský dům čp. 93 stojí na Masarykově náměstí ve Fryštátě v okrese Karviná. V roce 1993 byl prohlášen kulturní památkou.

## Popis
Původně městský dům s právem šenku byl po roce 1850 zvýšen na dvoupatrový. Má dochované renesanční jádro a klenby z 18. století.

### Exteriér
Městský dům je dvoupatrová zděná omítaná stavba postavena v řadové zástavbě na půdorysu obdélníku. Má sedlovou střechu krytou plechem. Hladká fasáda průčelí je členěna třemi okenními osami. Okna jsou v plochých šambránách s podokenními římsami. V přízemí jsou novodobé výkladce s vchodem do prodejny.

### Interiér
Prodejna je zaklenuta pruskými klenbami a valenou klenbou na pasech. Vstupní chodba je předělena zdí, v obou částech jsou tři pole pruské klenby na pasech. Další místnost s okny do dvora má tři pole pruské klenby. Valenou klenbu má malá místnost na levé straně dispozice a tunelová chodba vedoucí do dvora. Sklepní zdi z lomového kamene nesou cihlovou valenou klenbu. Do patra vede dřevěné schodiště. Chodba v patře je předělena dvěma prosklenými dřevěnými stěnami a je zaklenuta valenou klenbou. Ve středu dispozice jsou malé prostory s výklenky ve stěnách a jsou zaklenuty plackou a půlkruhovou valenou klenbou. Velké místnosti mají ploché stropy.